# 2010-es magyar labdarúgó-ligakupa-döntő
A 2010-es magyar labdarúgó-ligakupa-döntő a magyar ligakupa 3. döntője volt. A fináléban a Debreceni VSC és a Paks csapott össze. A mérkőzést Kecskeméten rendezték, április 28-án. A döntőt a DVSC nyerte 2–1-re, ezzel a sikerrel történetük során először hódították el a trófeát.

## Út a döntőig
A döntőbe a Debreceni VSC és a Paks jutott be. Előbbi csapat nem szerepelt a csoportkörben, hiszen indultak a nemzetközi kupában, így csak az középdöntőben csatlakozott a többi csapathoz. A Paks a B csoportból kvalifikálta magát a középdöntőbe. A csoportkörben a második helyen végzett a Videoton mögött. A kupa második szakaszában a DVSC öt győzelemmel és egy vereséggel jutott be a döntőbe. Ellenfeleik a Videoton, a Budapest Honvéd és a Nyíregyháza Spartacus voltak. A paksiak a Haladást, az Újpestet és a Ferencvárost előzték meg a csoportjukban. Ők három győzelemmel és három döntetlennel zártak.
| Debreceni VSC                                  | Debreceni VSC                                      |            | Paks                                                               | Paks                                                                                 |
| Ellenfél                                       | Mérkőzések                                         | Forduló    | Ellenfél                                                           | Mérkőzések                                                                           |
| ---------------------------------------------- | -------------------------------------------------- | ---------- | ------------------------------------------------------------------ | ------------------------------------------------------------------------------------ |
|                                                |                                                    | Csoportkör | Lombard Pápa Kaposvári Rákóczi Videoton Zalaegerszegi TE Győri ETO | 1–1 (o), 2–0 (i) 1–0 (i), 4–0 (o) 0–1 (o), 0–3 (i) 1–3 (i), 3–0 (o) 3–3 (o), 1–0 (i) |
| Videoton Nyíregyháza Spartacus Budapest Honvéd | 2–2 (o), 2–0 (i) 5–1 (o), 4–0 (i) 2–1 (o), 2–0 (i) | Középdöntő | Újpest Haladás Ferencváros                                         | 1–1 (i), 2–1 (o) 3–2 (o), 0–0 (i) 1–1 (o), 2–1 (i)                                   |

## A mérkőzés
| 2010. április 28. 18:00 |

| Debreceni VSC                     | 2–1               | Paks                                       |
| --------------------------------- | ----------------- | ------------------------------------------ |
| Bódi 23' Szilágyi 76' Bernáth 39' | (1–1) Jegyzőkönyv | Völgyi 40' Gévay 15' Nikolov 32' Urbán 54' |

| Széktói Stadion, Kecskemét Nézőszám: 1 200 Játékvezető: Berger József (magyar) |

| Debreceni VSC | Paks |

| DEBRECENI VSC: |    |                                 |         |
|                |    |                                 |         |
| K              | 12 | Đorđe Pantić                    |         |
| V              | 22 | Bernáth Csaba                   | 39'     |
| V              | 13 | Bíró Péter                      |         |
| V              | 21 | Fodor Marcell                   |         |
| V              | 69 | Korhut Mihály                   |         |
| KP             | 27 | Bódi Ádám                       | 23' 89' |
| KP             | 30 | Kiss Zoltán                     |         |
| KP             | 29 | Spitzmüller István              |         |
| KP             | 19 | Vinicius Galvão Leal            | 62'     |
| CS             | 15 | Rezes László                    | 80'     |
| CS             | 23 | Szilágyi Péter                  | 76' 82' |
| Cserék:        |    |                                 |         |
| K              | 87 | Verpecz István                  |         |
| V              | 60 | Éles Szilárd                    |         |
| KP             | 33 | Varga József                    | 80'     |
| KP             | 57 | Lucas Marcolini Dantas Bertucci | 62'     |
| KP             | 81 | Katona Attila                   | 82'     |
| KP             | 99 | Kardos Norbert                  | 89'     |
| Edző:          |    |                                 |         |
| Herczeg András |    |                                 |         |

| PAKS:      |    |                   |             |
|            |    |                   |             |
| K          | 28 | Pokorni Péter     |             |
| V          | 25 | Nikolov Balázs    | 32'         |
| V          | 5  | Gévay Zsolt       | 15'         |
| V          | 19 | Mészáros István   |             |
| V          | 20 | Völgyi Dániel     | 40'         |
| KP         | 17 | B. Tóth Balázs    | a szünetben |
| KP         | 16 | Heffler Tibor     |             |
| KP         | 18 | Fiola Attila      |             |
| KP         | 33 | Lisztes Krisztián | 80'         |
| CS         | 39 | Bartha László     | 73'         |
| CS         | 9  | Urbán Gábor       | 54' 66'     |
| Cserék:    |    |                   |             |
| K          | 1  | Kovács Attila     |             |
| KP         | 6  | Zováth János      |             |
| KP         | 13 | Böde Dániel       | 73'         |
| KP         | 26 | Tamási Gábor      | 80'         |
| CS         | 10 | Kiss Tamás        | 66'         |
| CS         | 14 | Haraszti Zsolt    |             |
| CS         | 21 | Tököli Attila     | a szünetben |
| Edző:      |    |                   |             |
| Kis Károly |    |                   |             |

## Lásd még
- 2009–2010-es magyar labdarúgó-ligakupa
- 2010-es magyar labdarúgókupa-döntő

## Külső hivatkozások
- A Magyar Labdarúgó-szövetség hivatalos honlapja (magyarul)
- A mérkőzés adatlapja a magyarfutball.hu-n (magyarul)
- A mérkőzés beszámolója a pepsifoci.hu-n (magyarul)